# Torremaggiore
Torremaggiore là một đô thị thuộc tỉnh Foggia trong vùng Puglia. Đô thị Torremaggiore có diện tích 208  km², dân số thời điểm 31 tháng 30 năm 2018 là 16.984 người.
Đô thị Torremaggiore giáp với các đô thị sau: Casalvecchio di Puglia, Castelnuovo della Daunia, Lucera, Rotello, San Paolo di Civitate, San Severo, Santa Croce di Magliano, Serracapriola.